# Veridiana da Silva Prado
Veridiana Valéria da Silva Prado (São Paulo, 11 de fevereiro de 1825 — São Paulo, 11 de junho de 1910) foi uma aristocrata e intelectual brasileira. Mulher poderosa da alta sociedade, marcou profundamente a vida social, política e cultural de São Paulo no final do Império e início da República Velha.
Era proprietária de terras que foram loteadas no processo de industrialização da cidade de São Paulo durante o século XX e que compreendem hoje bairros paulistanos inteiros. 
Administrou as fazendas da Família Prado, uma importante família que desde o século XVIII comercializava escravos e açúcar, e comandou em sua Chácara Vila Maria um dos salões culturais de maior importância de São Paulo na segunda metade do século XIX, que posteriormente ficou conhecido como o Palacete de Dona Veridiana. Lá recebeu artistas, intelectuais, cientistas, estadistas e membros da Família Real como D.Pedro II e a Princesa Isabel.
Foi uma mulher marcante para a cidade, seja pelas obras de caridade, ou pelo seu incentivo à agricultura, aos esportes e às artes. Também destacou-se devido aos seus empreendimentos, sendo inclusive proprietária do jornal  “O Comércio de São Paulo” e dona de fazendas e casas comerciais de café.
Era filha de Antônio da Silva Prado,  barão de Iguape, cafeicultor, comerciante de açúcar e de tropas, um dos paulistanos mais ricos da época, e de Maria Cândida de Moura Vaz. Os seus pais enfrentaram preconceito social e uma barreira legal ao casarem-se, pois a mãe, Maria Cândida, era uma mulher divorciada.
Veridiana casou-se com seu meio-tio Martinho da Silva Prado, mas depois separou-se, sendo o divórcio considerado um escândalo para a sociedade da época. No entanto, ela obteve o comando da família e teve 6 filhos, 36 netos e 96 bisnetos.
Veridiana educou os filhos, que exerceram papéis de destaque na política, nos negócios, na vida social e cultural do país, entre eles, Antônio da Silva Prado, seu filho primogênito, que foi Ministro de Estado, senador, deputado e o primeiro prefeito de São Paulo do período republicano (1899 a 1911); e Eduardo Prado, fundador da Academia Brasileira de Letras.
Atualmente possui uma rua em sua homenagem, a Rua Dona Veridiana, localizada no bairro de Higienópolis, em São Paulo.

## Biografia

### Nascimento e infância
Veridiana nasceu na propriedade do pai, em São Paulo, no dia 11 de fevereiro de 1825, no casarão de sua família, que ficava até então na Rua Direita, esquina com a Rua São Bento, na atual Praça do Patricarca. Ela tinha um irmão mais velho chamado Veríssimo e não houve distinção na criação dos dois, pois o pai deles não queria criar a filha para que ela se tornasse submissa ao marido. O barão de Iguape desejava que Veridiana seguisse os passos da mãe e da avó, Ana Vicência, que eram mulheres poderosas da Família Prado, empreendedoras e carismáticas.
Na casa da família, três anos antes do nascimento de Veridiana, o seu pai, Antônio da Silva Prado, hospedara o príncipe regente Dom Pedro I, em 1822, ano em que o monarca visitou São Paulo, e proclamou a independência do Brasil. Antônio Prado já era homem rico, sobretudo por conta de uma fortuna que vinha das tropas de mulas e do comércio.
Veridiana podia escutar as conversas das personalidades que visitaram o casarão na Rua Direita, entre eles, estadistas, artistas, cientistas e homens de negócios, que conversavam sobre empreendimentos, alianças políticas e questões municipais como a construção do teatro São José e da Santa Casa de Misericórdia.
Antônio Prado, em uma de suas viagens de negócios ao Rio de Janeiro, levou os filhos para conhecer a Corte. Foram recebidos pela Marquesa de Santos, amante do imperador e a mulher mais influente da Corte. Na infância, Veridiana se destacava diante a todos devido à graça e à vivacidade. A Marquesa teria a elogiado, ao chamá-la de “menina misureira”.
Veríssimo e Veridiana foram apresentados a Daniel Müller, um engenheiro da época muito conhecido, que teria fascinado as crianças com suas explicações sobre edificações de palácios, demonstrando uma enorme curiosidade de Veridiana desde cedo.
Durante o período da Regência, a menina estudou, leu, viajou com os pais e aprendeu inglês, francês e alemão com suas governantas. Era muito interessada - de bonecas e livros aos negócios do pai.

### Casamento
No dia 24 de junho do ano de 1838,  completando 13 anos, por imposição paterna, Veridiana casou-se com seu meio-tio Martinho da Silva Prado,  quatorze anos mais velho do que ela.  Seu casamento precoce com o próprio tio foi uma forma de proteção ao patrimônio da família. O casamento foi discreto e ocorreu no oratório do bispo D.José Antônio dos Reis, no Rio de Janeiro.
Dois meses depois, o ex-marido da mãe de Veridiana, Maria Cândida, faleceu e houve a legalização do casamento dos pais de Veridiana, que foi realizado na casa do barão de Iguape, no dia 10 de agosto de 1838.
O primeiro filho de Veridiana nasceu quando ela tinha 15 anos. Aos 22, ela já era mãe de cinco filhos, e até os 35 anos de idade, teve mais outros três filhos.No entanto,  nem todos sobreviveram, morrendo duas meninas.

### Fazenda Campo Alto
Durante os 10 primeiros anos de casamento, ela viveu com o marido Martinho na recém-adquirida Fazenda Campo Alto, que ficava então em Mogi Mirim. 1839 foi o ano em que o casal conseguiu mudar-se para a fazenda, que era um grande engenho produtor de açúcar, já que no início do século XIX o café não era uma cultura importante em São Paulo.
Veridiana ajudou Martinho a comprar Campo Alto com a venda de suas jóias, sendo sócia do marido nos negócios. Ele, por outro lado, fez muita economia e mesmo sendo um homem que gostasse de ir à festas, deixou de ir, pois não tinha roupas.
A propriedade tornou-se uma fazenda-modelo de produtividade e rentabilidade e o casal só a deixava para ir a São Paulo quando Veridiana estava para dar à luz. Quando em São Paulo, o casal ficava em uma chácara na Consolação, que era uma propriedade auto-suficiente.

### Divórcio
Apesar da convivência feliz entre Veridiana e Martinho, as diferenças pioraram entre eles especialmente após a morte do Barão de Iguape, em 1875, que era um grande mediador nos conflitos familiares.
No ano de 1876, a filha do casal, Ana Blandina, solteira e com 33 anos, é pedida em casamento por Antonio Pereira Pinto Júnior. Veridiana aceita a proposta, mas Martinho se opõe. Veridiana ganha pela insistência e o casamento ocorre em março de 1877.
Mas, a relação entre Veridiana e Martinho se desgasta e eles se separam em 1878. O divórcio era considerado um escândalo para a elite paulista da época. No entanto, Veridiana nunca se separou legalmente, apenas viveu uma vida paralela ao ex-marido. O vínculo formal ainda foi mantido com Martinho, que aparece inclusive no testamento de Veridiana, documento produzido em 1884.

### Viagem para Paris
Veridiana ocupava, em 1848, uma chácara ao lado da igreja da Consolação. Mas em 1882, ela viaja para Paris para visitar sua filha Ana Blandina, futura condessa Pereira Pinto pela Santa Sé, que vivia na França com seu marido diplomata.
Encantada com a vida intelectual e social em Paris, Veridiana volta para São Paulo e no mesmo ano de 1882 começa a construção de um palacete na chácara que comprara em 1879 no então bairro de Santa Cecília. A chácara fica conhecida como “Vila Maria”, uma homenagem de Veridiana à sua dama de companhia, Maria das Dores, mulher casada  com Antonio Pacheco Chaves, em um matrimônio auxiliado por Veridiana.
Na chácara, transformou sua casa em um palacete, um dos locais mais elegantes da cidade e um ponto de encontro para intelectuais, políticos, artistas e cientistas.

### Vida social e intelectual
Veridiana era muito culta, falava bem francês e um pouco de italiano e ainda lia bem nas duas línguas.
Em sua propriedade, na Chácara Vila Maria, chegou a receber D.Pedro II (1886), a Princesa Isabel (1884),  Orville Derby e Loefgreen,  Domingos José Nogueira Jaguaribe,  Luis Pereira Barreto, Cesário Motta Junior, Diogo de Faria, além de Capistrano de Abreu, Ramalho Ortigão, Graça Aranha, conde D'Eu, Teodoro Sampaio, Joaquim Nabuco e os negros abolicionistas Luís Gama e José do Patrocínio.

Veridiana ainda viveu no mesmo tempo da Rainha Vitória, com a qual era comparada devido a personalidade similar.
De acordo com notícia publicada no jornal Correio Paulistano de 19 de novembro de 1884, em seu diário, escreveu a Princesa Isabel:
“A propriedade de D. Veridiana, lindíssima; casa à francesa, exterior e interior muitíssimo bonitos, de muito bom gosto. Os jardins tem gramados dignos da Inglaterra, a casa domina tudo, há um lagozinho, plantações de rosas e cravos, lindos. Vim de lá encantada”.
Em seu palacete, onde movimentou sua vida social, Veridiana teve empregados de origens diversas, entre eles, um índio e dois afrodescendentes, sendo que ela tinha como dama de companhia uma jovem negra, que era pianista e só falava com ela em francês. O seu mordomo era um índio botocudo e Veridiana tinha ainda como cocheiro um homem suíço, que a levava a passear de coche durante os fins de tarde pela atual Avenida Higienópolis. Os jardineiros do seu palacete eram todos europeus e ela abria o jardim às crianças do bairro, seguindo o exemplo seguido da condessa Penteado.
Vítima de críticas vindas das mulheres da elite paulista, Veridiana ainda teria sofrido um boato de que em seu palacete supostamente ficaria um clube masculino, do tipo dos clubes exclusivos ingleses, sendo o local vedado o acesso de mulheres. Mas essa fabulação popular tem sido refutada como fruto de devaneios dos afortunados na cidade, distanciados da vida comum dos demais moradores de São Paulo.
Apesar de Veridiana ser monarquista, mesmo após a Proclamação da República, defendeu a libertação dos escravos.Em 1870 foi presidente da Sociedade Redentora para libertação dos escravos, formada por senhoras da sociedade.
Em 1892, para ajudar seu filho caçula, Eduardo Prado, que era dono do jornal “O Comércio de São Paulo”, Veridiana investiu capital e assumiu a frente do jornal, inclusive em 1902 chegou a requerer na Junta Comercial de São Paulo o registro de uma nova marca para o periódico. Ela depois vendeu o jornal a Francisco Glicério.
Em 1901, durante o pico de uma das maiores crises do setor cafeeiro, Veridiana, junto a seu filho Eduardo da Silva Prado, abriu um negócio de compra e venda de "fazendas, secos, molhados, calçados e outros artigos" na Fazenda Brejão, que ficava no município paulista de Santa Cruz das Palmeiras e era um terreno com mais de 730.000 pés de café.
Enquanto Eduardo foi para a Europa, em 1881, Verdiana ajudou um dos amigos dele, o geólogo americano Orville Derby, que ficou hospedado na Chácara Vila Maria, onde recebeu cuidados médicos até se restabelecer.

### Chácara Vila Maria e o Palacete Dona Veridiana

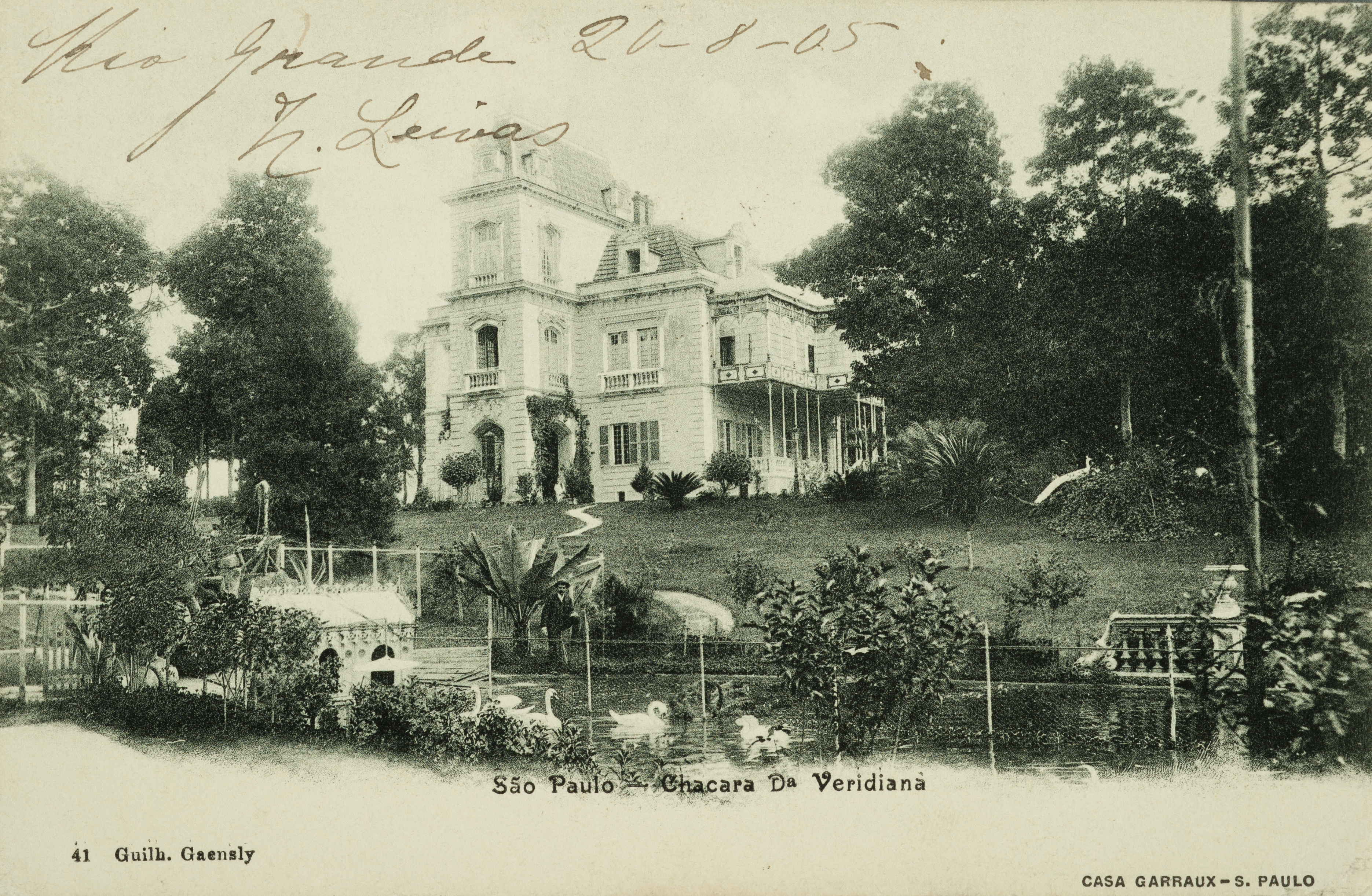
Chacara Dª Veridiana.

Em 1879, Veridiana adquiriu o terreno onde veio a construir seu palacete, com planta em estilo europeu francês, e com material totalmente importado da Europa, ocupando uma grande área, desde a antiga Rua de Santa Cecília (atual Rua Dona Veridiana) até a atual Avenida Angélica, com divisa entre a avenida Higienópolis e a atual Rua Martinico Prado. A propriedade, com belos jardins, pomar, espelho d’água com cisnes e marrecos e cocheiras com cavalos de raça, recebeu o nome de Chácara Vila Maria. A construção ficou a cargo do engenheiro Luiz Liberal Pinto,  que foi também o responsável por importar todo o material utilizado. O palacete de Dona Veridiana impressionava os paulistanos mesmo durante as obras que seguiam em 1883.
O imóvel, cuja construção foi finalizada em 1884, representa o padrão de ocupação de vila suburbana da virada do Século XIX na cidade de São Paulo. A estrutura do edifício é eclética, algo característico da elite paulistana da época. O local, que constitui marco de origem do bairro de Higienópolis, mistura elementos da Renascença Francesa e possui algumas reminiscências renascentistas italianas. Foi o filho de Veridiana, Eduardo Prado quem a indicou o francês Auguste Glaziou para a criação dos jardins da residência. Conta-se inclusive que o eucalipto foi uma árvore introduzida em São Paulo por iniciativa de D.Veridiana.
O palacete possuía também modernos equipamentos, como um aparelho telefônico, cuja instalação ocorrera em 1884. Nessa data, São Paulo tinha apenas onze linhas, sendo Veridiana a única mulher assinante.   O palacete era decorado com móveis e peças trazidos de viagens, obras de arte do exterior ou encomendadas a artistas brasileiros como Almeida Junior e Victor Brecheret.

### Destino do terreno e palacete em Higienópolis
O que restou da área do palacete de Dona Veridiana construído em 1884, já abrigou o Velódromo Veridiana Prado, selado após a morte de Veridiana.  O que sobrou do terreno também abrigou o  São Paulo Clube, que encerrou suas atividades em 2007. O Clube Athletico Paulistano foi inclusive fundado pelos filhos de Veridiana, Antonio e Martinho Prado.
Em 1906, seu filho Eduardo Prado teve problemas políticos, correndo risco de ser preso. Veridiana, preocupada, chamara dois ingleses para que a ajudassem a tirar o filho do Brasil. Eduardo, acompanhado pelos dois ingleses até o embarque em Santos, supostamente se passou por padre e viajou para a Europa como “Capelão de Bordo” em um navio rumo a Southampton. O filho então retornou ao Brasil alguns anos depois e Veridiana, feliz com o sucesso da operação, propôs pagar uma recompensa aos ingleses. A oferta não foi aceita, porém, eles perguntaram se ela aceitaria vender seus terrenos da Consolação ao SPAC (São Paulo Athletic Club). Então, por um preço especial, em 1906, o Clube ganhou sua sede definitiva.
Em 2007, o São Paulo Clube foi incorporado pelo Iate Clube de Santos, que passou a ocupar o espaço a partir de 2008. É atualmente usado ou locado para alguns eventos, tais como leilões, festas de casamento, entre outros.
No dia 14 de junho de 1947, a ata de fundação do Iate Clube foi lavrada em uma reunião que aconteceu no palacete de Dona Veridiana, na Avenida Higienópolis nº 18, que era então residência de Jorge da Silva Prado, um dos bisnetos de Veridiana e também fundador e primeiro dirigente do Iate Clube de Santos.
O imóvel de Dona Veridiana foi tombado em 2006 pelo CONDEPHAAT, sendo publicado no Diário Oficial do Estado de São Paulo em 4 de janeiro de 2007. O tombamento também incluiu a massa arbórea e as obras de arte incorporadas ao imóvel, entre elas, a pintura em formato de mural “Aurora”, de Almeida Junior e a escultura em mármore de Victor Brecheret,“Diana".

### Obras de caridade
Veridiana organizava eventos beneficentes e leilões benemerentes e ainda ajudava em obras paroquiais. Assim como seu pai, era provedora de recursos para a Santa Casa de Misericórdia e colaborava com diversas instituições religiosas, sobretudo com as Igrejas que frequentava, a Igreja da Consolação e a de Santa Cecília.
Em 1891, chocou as senhoras da sociedade paulista ao não cumprir o período de luto que se esperava após a morte de seu ex-marido, Martinho Prado, ao organizar um leilão benemerente, no qual Veridiana vendeu pessoalmente uvas cultivadas em sua chácara para ajudar os pobres.
Antes de sua morte, fez a doação de seu palacete para que lá fosse instalado o Seminário da Glória.

### Morte
Viveu independentemente seus últimos 30 anos de sua vida, ao alternar estadia em seu palacete em São Paulo com viagens a Paris. A afinidade de Veridiana com a política e as artes lhe deram destaque na vida social de São Paulo no século XIX.
Dona Veridiana faleceu em seu palacete em 11 de junho de 1910, aos 85 anos, sendo sepultada no cemitério da Consolação. Em seu testamento, deixou diversos legados para instituições de caridade, principalmente à Santa Casa de Misericórdia.  
Mais precisamente, ela deixou doações de 78 contos para grupos religiosos e de caridade, 78 e meio para parentes femininos,  30 contos para sua sobrinha Carolina Prado, 28 contos para seus serviçais e netos e 16 contos para sua criada favorita, Maria das Dores. A maioria das doações estava em títulos inalienáveis com a condição de que as mulheres agraciadas não poderiam dividir os seu patrimônio com seus maridos e o rendimento dos bens herdados lhes garantiria uma vida independente.

Junto ao seu testamento, ela também deixou uma carta, que dizia:
"A todas as pessoas a quem eu possa ter ofendido ou escandalizado, peço humildemente perdão, assim como perdoo de todo coração aos que me tenham ofendido ou caluniado".

## Descendência

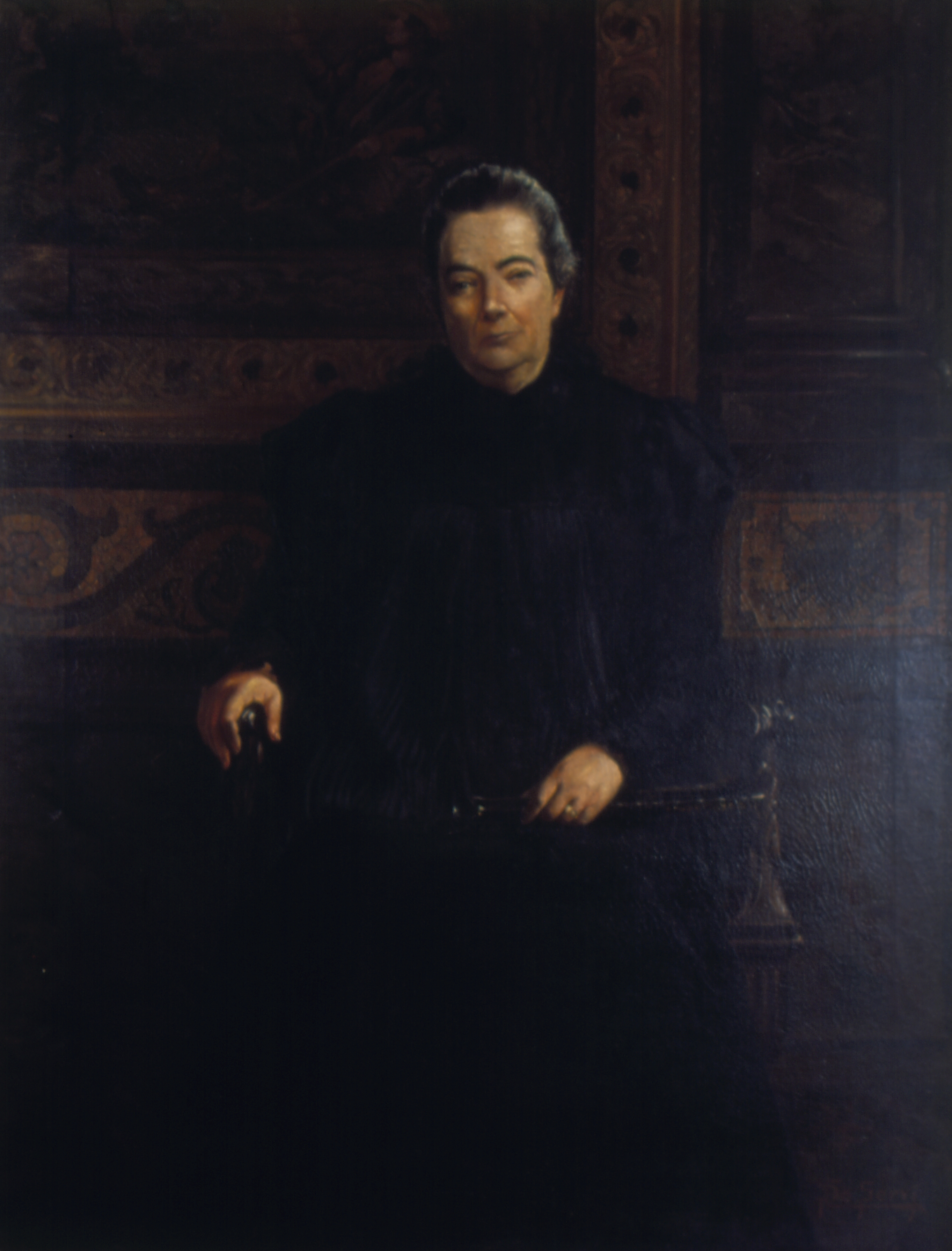
Veridiana Prado, em pintura de Carlo de Servi.

Veridiana teve com Martinho da Silva Prado  os seguintes filhos:
- Anésia da Silva Prado (1850), que se casou com Elias Antônio Pacheco e Chaves (1842 — 1903)[12]
- Antônio da Silva Prado (1840 — 1929), filho primogênito, que se casou com Maria Catarina da Costa Pinto. Foi empresário, Ministro de Estado, senador, deputado e prefeito de São Paulo. Comandou o processo de urbanização da cidade no começo do século XX e liderou no parlamento a aprovação da Lei Áurea. Criou e foi presidente da Companhia Paulista de Estradas de Ferro, do Banco Comércio e Indústria, da Vidraria Santa Marina e a Prado Chaves, então a maior exportadora de café do Brasil.[12]
- Martinho Prado Júnior (1843 — 1906), que se casou com Albertina de Morais Pinto. Foi um dos fundadores do Partido Republicano Paulista, comandou o movimento abolicionista em São Paulo e foi um dos organizadores da imigração italiana.[12]
- Ana Blandina Vicência da Silva Prado - "Condessa Pereira Pinto", pela Santa Sé,[35] (1844 — 1936), que se casou com Antonio Pereira Pinto Neto[4]
- Antônio Caio da Silva Prado (1853 — 1889), que se casou com Maria Sofia Rudge. Tornou-de presidente das províncias de Alagoas e Ceará.[12]
- Eduardo Prado (1860 — 1901). Foi um intelectual e membro-fundador da Academia Brasileira de Letras. Passava um tempo ora na sua propriedade em Campinas ora em um apartamento em Paris, onde, assim como fazia a mãe, chegou a receber intelectuais, entre eles, Eça de Queiroz.[13] Após a morte de Eduardo, ele foi enterrado no Cemitério da Consolação.[33]
- Teve uma menina a qual chamou Veridiana em 1842, mas essa viveu apenas seis semanas. Também nomeou outra filha, nascida em 1846, com o mesmo nome,mas ela também morreu, dessa vez aos 18 meses de vida.[6]

## Rua Dona Veridiana
Devido à simbologia do palacete de Veridiana na cidade, no dia 20 de março de 1888 os vereadores mudaram o nome da antiga Rua Santa Cecília para "Rua Dona Veridiana Prado", posteriormente nome reduzido para "Rua Dona Veridiana".
A rua fica no bairro de Higienópolis e Vila Buarque, na capital paulista, próximo à Estação República do Metrô de São Paulo e Estação Santa Cecília do Metrô de São Paulo e da Estação Higienópolis-Mackenzie.
É considerada uma das três senhoras fundadoras do bairro de Higienópolis, em sua primeira etapa, dos altos de Santa Cecília, juntamente com Dona Maria Antônia da Silva Ramos (Rua Maria Antônia) e Dona Maria Angélica Souza Queiroz Aguiar de Barros (Avenida Angélica), cuja presença também é evocada pelas ruas que levam seus nomes.
A Rua Dona Veridiana é uma via de mão única, no sentido do bairro de Higienópolis em direção ao centro e ao distrito de Santa Cecília e outras regiões da cidade. A rua começa na Vila Buarque, próximo ao Largo Santa Cecília (mais precisamente atrás da Igreja de Santa Cecília), e termina na Avenida Higienópolis, no bairro do mesmo nome.